# Mayken Luucx
Mayken Luucx (? - Brugge, 1634) was een slachtoffer van de heksenvervolging in Europa. Zij bekende, na enkele uren pijniging met de halsband, dat zij op verschillende plaatsen met duivels en andere tovenaressen had gedanst. Mayken Karrebrouck en Cathelyne Verpoort, alias Calle Besems, waren daar eveneens bij betrokken. In 1634 kwamen deze drie vrouwen in Brugge op de brandstapel terecht.